# Rubén Darío
Félix Rubén García Sarmiento, conhecido como Rubén Darío (Metapa, hoje Ciudad Darío, Matagalpa, 18 de janeiro de 1867 – León, 6 de fevereiro de 1916), foi um poeta nicaraguense, iniciador e máximo representante do Modernismo literário em língua espanhola. É possivelmente o poeta que tem tido uma maior e mais duradoura influência na poesia do século XX no âmbito hispânico. É chamado de príncipe de las letras castellanas.

## A poesia de Rubén Darío

### Influências
Para a formação poética de Rubén Darío foi determinante a influência da poesia francesa. Em primeiro lugar, os românticos, e muito especialmente Víctor Hugo. Mais tarde, e de forma decisiva, chega a influência dos parnasianos Théophile Gautier, Catulle Mendès e José María de Heredia. Por último, o que termina por definir a estética dariana é sua admiração pelos simbolistas, e entre eles, acima de qualquer outro, Paul Verlaine.
Recapitulando sua trajetória poética no poema inicial de Cantos de vida y esperanza (1905), o próprio Darío sintetiza suas principais influências afirmando que foi "com Hugo forte e com Verlaine ambíguo". 
Muito ilustrativo para conhecer os gostos literários de Darío é o volume Los raros, que publicou no mesmo ano que Prosas profanas, dedicado a glosar brevemente a alguns escritores e intelectuais que admirava. Entre os selecionados estão Edgar Allan Poe, Villiers de l'Isle Adam, Léon Bloy, Paul Verlaine, Lautréamont, Eugénio de Castro e José Martí (este último é o único autor mencionado que escreveu sua obra em espanhol). O predomínio da cultura francesa é mais evidente. Darío escreveu: "El Modernismo no es otra cosa que el verso y la prosa castellanos pasados por el fino tamiz del buen verso y de la buena prosa franceses".
Isto não quer dizer que a literatura em espanhol não tenha importância em sua obra. Deixando a parte sua época inicial, anterior a Azul..., em qual sua poesia é em grande medida devedora dos grandes nomes da poesia espanhola do século XIX, como Núñez de Arce y Campoamor, Darío foi um grande admirador de Bécquer.
Os temas espanhóis estão muito presentes em sua produção já desde Prosas profanas (1896) e, muito especialmente, desde sua segunda viagem a Espanha, en 1899. Consciente da decadência do espanhol tanto na política como na arte (preocupação que compartilhou com a chamada Geração de 98), se inspira com freqüência em personagens e elementos do passado. Assim ocorre, por exemplo, em seu "Letanía de nuestro señor Don Quijote", poema incluído en Cantos de vida y esperanza (1905), em que exalta o idealismo de Dom Quixote.
Em relação aos autores de outras línguas, deve-se mencionar a profunda admiração que sentia três autores estadunidenses: Emerson, Poe y Whitman.

### Evolução
A evolução poética de Rubén Darío está balizada pela publicação dos livros que a crítica tem reconhecido como suas obras fundamentais: Azul... (1888), Prosas profanas y otros poemas (1896) e Cantos de vida y esperanza (1905).
Antes de Azul... Darío escreveu três livros e um grande número de poemas soltos que constituem o que se tem chamado de sua "pré-história literária". Os livros são Epístolas y poemas (escrito em 1885, porém não publicado até 1888, com o título de Primeras notas), Rimas (1887) e Abrojos (1887). Na primeira destas obras é patente a impressão de suas leituras de clássicos espanhóis, assim como a marca de Víctor Hugo. A métrica é clássica (décimas, romances, estâncias, tercetos encadenados, em versos predominantemente heptasílabos, octosílabos e endecasílabos) e o tom predominantemente é romântico. As cartas, de influência neoclássica, são dirigidas a autores como Ricardo Contreras, Juan Montalvo, Emilio Ferrari e Víctor Hugo. 
Em Abrojos, publicado já no Chile, a influência mais notada é a do espanhol Ramón de Campoamor. Já Rimas, publicado também no Chile e no mesmo ano, foi escrito para um concurso de composições como imitação das Rimas de Bécquer, pelo que não é estranho que seu tom intimista seja muito similar ao das composições do poeta de Sevilla. Consta de apenas catorze poemas, de tom amoroso, cujos procedimentos expressivos são caracteristicamente becquerianos. 
Azul... (1888), considerado o livro inaugural do Modernismo hispanoestadunidense, recolhe tanto relatos em prosa como poemas, cuja variedade métrica chamou a atenção da crítica. Apresenta já algumas preocupações características de Darío, como a insatisfação ante a sociedade burguesa (veja-se, por exemplo, o relato "El rey burguês". Em 1890 é publicada a segunda edição do livro, aumentada com novos textos, entre os quais uma série de sonetos em alexandrinos.
A etapa da plenitude do Modernismo e da obra poética dariana é o livro Prosas profanas y otros poemas, coleção de poemas em que a presença do erótico se torna mais importante e em que não está ausente a preocupação por temas esotéricos. Neste livro já está toda a imaginação exótica própria da poética dariana: a França do século XVIII, a Itália e a Espanha medievais, a mitologia grega, etc. 
Em 1905, Darío publicou Cantos de vida y esperanza, que anuncia uma linha mais intimista e reflexiva dentro de sua produção, sem renunciar aos temas que se haviam convertido em senhas de identidade do Modernismo. Ao mesmo tempo, aparece em sua obra a poesia cívica, com poemas como "A Roosevelt", uma linha que se acentuará en El canto errante (1907) e em Canto a la Argentina y otros poemas (1914). Já o viés intimista de sua obra se acentua em Poema del otoño y otros poemas (1910), em que se mostra uma simplicidade formal surpreendente em sua obra.
Nem todos os poemas de Darío foram publicados em livros na vida do poeta. Muitos deles, aparecidos apenas em publicações periódicas, foram recompilados depois da sua morte.

### Temas
O erotismo é um dos temas centrais da poesia de Rubén Darío, chegando alguns críticos como Pedro Salinas a afirmar que se trata do tema essencial de sua obra poética, ao que todos os demais estão subordinados. A poesia de Darío se diferencia de outros poetas amorosos à medida que sua poesia carece da personagem literária da amada ideal. Não há uma só amada ideal, e sim muitas amadas passageiras, como escreveu:
```
 
Plural ha sido la celeste

 
historia de mi corazón...
```

Estritamente relacionado com o tema do erotismo está o recurso a cenários exóticos, longínquos no espaço e no tempo. A busca do exótico se tem interpretado geralmente nos poetas modernistas como uma atitude de rejeição à pacata realidade em que vivem. Em geral, a poesia de Darío (salvo alguns poemas cívicos, como o "Canto a Argentina" ou "Ode a Mitre") exclui a atualidade dos países em que viveu e se centra em cenários remotos. Entre estes cenários está o que proporciona a mitología da Grécia Antiga. Os poemas de Darío estão povoados de sátiros, ninfas, centauros e outras criaturas mitológicas. A França galante do século XVIII é outros desses cenários exóticos favoritos do poeta. En "Divagación", ao que o próprio Darío se referiu, em Historia de mis libros, como "un curso de geografía erótica", aparecem, além dos já citados, os seguintes ambientes exóticos: a Alemanha do Romantismo, Espanha, China, Japão, Índia e o Israel bíblico. Merece menção à parte a presença em sua poesia de uma imagem idealizada das civilizações pré-colombianas.
Apesar de seu apego ao sensorial, atravessa a poesia de Ruben Darío uma poderosa corrente de reflexão existencial sobre o sentida da vida. É conhecido seu poema "Lo fatal", de Cantos de vida y esperanza, onde afirma que:
```
 
no hay dolor más grande que el dolor de ser vivo

 
ni mayor pesadumbre que la vida consciente
```

A religiosidade de Darío é diversa da ortodoxia cristã para buscar refúgio na religiosidade sincrética próprio do fim do século, em que se mesclam influências orientais, um certo ressurgir do paganismo e, sobretudo, várias correntes ocultistas. 
Rubén Darío teve também uma faceta, bastante menos conhecida, de poeta social e cívico. Algumas vezes por encargo, e outras por desejo próprio, compôs poemas para exaltar heróis e nacionalidades, assim como para criticar ou denunciar os males sociais e políticos. Um de seus mais destacados poemas nesta linha é "Canto a la Argentina", incluído em Canto a la Argentina y otros poemas e escrito por encargo do jornal La Nación por ocasião do primeiro centenário da independência do país. Este extenso poema (com mais de 1 000 versos, é o maior que o autor escreveu), destaca o caráter de terra de acolhida para imigrantes de todo o mundo do país sul-americano e enaltece, como símbolos de sua prosperidade, a Pampa, a Buenos Aires e ao Río da Prata.

## A prosa de Rubén Darío
Grande parte da produção literária de Darío foi escrita em prosa. Se trata de um heterogêneo conjunto de escritor, a maior parte dos quais publicados em periódicos, alguns deles posteriormente recompilados em livros. 
A primeira tentativa por parte de Darío de escrever uma novela foi pouco antes de desembarcar no Chile. Junto com Eduardo Poirier escreveu por dez dias, em 1887, um folhetim romântico titulado Emelina, para sua apresentação no Prêmio Varela, mas a obra não venceu o prêmio. Mais tarde, voltou a tentar a sorte com o gênero novelesco com El hombre de oro, escrita por volta de 1897 e ambientada na Roma Antiga. Já no fim de sua vida começou a escrever uma novela, de marcado caráter autobiográfico, que não chegou a terminar. 
Já o interesse de Darío pelo relato breve é bastante precoce. Seus primeiros contos, "Las albóndigas del Rhin" e "Los diamantes del coronel" datam de 1885-1886. São especialmente destacados os relatos recolhidos em Azul..., como "El rey burgués", "El sátiro sordo" ou "La muerte de la emperatriz de la China". Continuaria cultivando o gênero durante seus anos argentinos, com títulos como "Las lágrimas del centauro", "La pesadilla de Honorio", "La leyenda de San Martín" ou "Thanatophobia".
Afora isso, tem uma grande quantidade de artigos publicados em jornais, crônicas e crítica literária. O conjunto de sua produção crítica, aliás, tem grande importância e está reunida em Los raros (1896), uma espécie de vademécum para o interessado na nova poesia. Críticas de outros autores estão recolhidas em Opiniones (1906), Letras (1911) e Todo al vuelo (1912).

### Poesia (primeiras edições)
- Abrojos. Santiago de Chile: Imprenta Cervantes, 1887.
- Rimas. Santiago de Chile: Imprenta Cervantes, 1887.
- Azul.... Valparaíso: Imprenta Litografía Excelsior, 1888. Segunda edición, ampliada: Guatemala: Imprenta de La Unión, 1890. Tercera edición: Buenos Aires, 1905.
- Primeras notas, [Epístolas y poemas, 1885]. Managua: Tipografía Nacional, 1888.
- Prosas profanas y otros poemas. Buenos Aires, 1896. Segunda edición, ampliada: París, 1901.
- Cantos de vida y esperanza. Los cisnes y otros poemas. Madrid, Tipografía de Revistas de Archivos y Bibliotecas, 1905.
- Oda a Mitre. París: Imprimerie A. Eymeoud, 1906.
- El canto errante. Madrid, Tipografía de Archivos, 1907.
- Poema del otoño y otros poemas, Madrid: Biblioteca "Ateneo", 1910.
- Canto a la Argentina y otros poemas. Madrid, Imprenta Clásica Española, 1914.
- Lira póstuma. Madrid, 1919.

### Prosa (primeiras edições)
- Los raros. Buenos Aires: Talleres de "La Vasconia", 1896. Segunda edición, aumentada: Madrid: Maucci, 1905.
- España contemporánea. París: Librería de la Vda. de Ch. Bouret, 1901.
- Peregrinaciones. París. Librería de la Vda. de Ch. Bouret, 1901.
- La caravana pasa. París: Hermanos Garnier, 1902.
- Tierras solares. Madrid: Tipografía de la Revista de Archivos, 1904.
- Opiniones. Madrid: Librería de Fernando Fe, 1906.
- El viaje a Nicaragua e Intermezzo tropical. Madrid: Biblioteca "Ateneo", 1909.
- Letras (1911)
- Todo al vuelo. Madrid: Juan Pueyo, 1912.
- La vida de Rubén Darío escrita por él mismo. Barcelona: Maucci, 1913.
- La isla de oro (1915) (inconclusa).
- Historia de mis libros. Madrid, Librería de G. Pueyo, 1916.
- Prosa dispersa. Madrid, Mundo Latino, 1919.

### Obras traduzidas para o português
- Curiosidades Literárias e Outros Contos. Selecção, versões e notas de Rui Manuel Amaral. Porto: Colecção Avesso, 2018.